# Laura Henkel
Laura Henkel (ur. 29 lutego 1992) – niemiecka lekkoatletka specjalizująca się w rzucie oszczepem.
W 2009 została brązową medalistką mistrzostw świata juniorów młodszych, a rok później nie udało jej się awansować do finału podczas mistrzostw świata juniorów. Na rozegranych latem 2011 w Tallinnie mistrzostwach Europy juniorów stanęła na najniższym stopniu podium. Medalistka juniorskich mistrzostw Niemiec oraz reprezentantka kraju w meczach międzypaństwowych. 
Rekord życiowy: 55,52 (6 sierpnia 2011, Jena). 

## Osiągnięcia
| Rok  | Impreza                               | Miejsce          | Pozycja           | Wynik |
| ---- | ------------------------------------- | ---------------- | ----------------- | ----- |
| 2009 | Mistrzostwa świata juniorów młodszych | Tyrol Południowy | 3. miejsce        | 51,47 |
| 2010 | Mistrzostwa świata juniorów           | Moncton          | el. – 20. miejsce | 46,29 |
| 2011 | Mistrzostwa Europy juniorów           | Tallinn          | 3. miejsce        | 55,37 |